# Elton (jezioro)
Elton (Эльтoн) – bezodpływowe, słone jezioro położone na Nizinie Nadkaspijskiej, w rosyjskim obwodzie wołgogradzkim, niedaleko granicy z Kazachstanem.
Powierzchnia jeziora wynosi 152 km², a jego maksymalna głębokość – w zależności od pory roku – waha się od 0,2 do 1 metra.
Zasolenie wynosi 265‰. Wykorzystywane do wydobywania soli (chlorku sodu, chlorku potasu), a także do balneologicznego leczenia sanatoryjnego.